# 윌베르 산체스 (레슬링 선수)
윌베르 산체스 아미타(스페인어: Wilber Sánchez Amita, 1968년 12월 21일~)는 쿠바의 전직 레슬링 선수이다. 1992년 하계 올림픽 남자 레슬링 그레코로만형 라이트플라이급 종목에서 동메달을 획득했고 세계 선수권 대회에서 금메달 2개, 팬아메리칸 게임에서 동메달 1개를 획득했다.